# Rajabu Rajab
Rajabu Rajab (* 8. September 1948) ist ein ehemaliger tansanischer Hockeyspieler.
Rajab nahm mit der Tansanischen Hockeynationalmannschaft an den Olympischen Spielen 1980 in Moskau teil. Die Mannschaft verlor alle Spiele und belegte den sechsten und letzten Rang.